# Szulfanilsav
A szulfanilsav (4-aminobenzolszulfonsav) törtfehér kristályos anyag, melyet a nitrát- és nitrition mennyiségi meghatározásához használnak fel. Szilárd halmazállapotban ikerionos formában van jelen, olvadáspontja szokatlanul magas.

## Előállítása
Szulfanilsavat anilin szulfonálásával lehet előállítani:

## Felhasználása
Mivel könnyen képez diazovegyületeket, festékek és szulfonamid tartalmú gyógyszerek gyártásához használják fel. Ugyanezen tulajdonságát használják fel a nitrát- és nitritionok mennyiségi meghatározása során, amikor is N-(1-naftil)etiléndiaminnal azokapcsolási reakcióba viszik, melynek eredményeként azoszínezék keletkezik. A nitrát vagy nitrit koncentrációját a kapott piros oldat színintenzitásának kolorimetriás méréséből állapítják meg.
Szerves vegyületek elemanalízisében referenciaanyagként is alkalmazzák.

## Fordítás
Ez a szócikk részben vagy egészben  a   Sulfanilic acid című angol Wikipédia-szócikk ezen változatának fordításán alapul.  Az eredeti cikk szerkesztőit annak laptörténete sorolja fel. Ez a jelzés csupán a megfogalmazás eredetét és a szerzői jogokat jelzi, nem szolgál a cikkben szereplő információk forrásmegjelöléseként.